# Festsitzung des Staatsrates am 7. Mai 1901, dem hundertsten Jahrestag seit seiner Gründung
Die Festsitzung des Staatsrates am 7. Mai 1901, dem hundertsten Jahrestag seit seiner Gründung (russisch Торжественное заседание Государственного совета 7 мая 1901 года в день столетнего юбилея со дня его учреждения) ist ein Gemälde des russischen Malers Ilja Repin. Es ist dem Realismus zuzuordnen. Das 400 × 877 cm große Bild wurde 1901 begonnen und 1903 fertiggestellt. Es zählt zu Repins bekanntesten Werken und gehört zum Bestand des Staatlichen Russischen Museums in Sankt Petersburg.
Als Repin im Jahr 1900 auf das Gut Penaten im finnischen Teil des Russischen Reiches umzog, begann sein Ruhm allmählich zu schwinden. Nur durch Besuche von Freunden und Künstlern konnte er eine gewisse Beziehung zu seinem Heimatland aufrechterhalten. Trotz der Trennung vergisst ihn sein Heimatland nicht, und 1901 wurde er ausgewählt, ein Bild zu malen, das eine feierliche Sitzung des Staatsrats in St. Petersburg darstellt. Die Anwesenheit des Zaren verlieh dieser Versammlung einen Hauch von Pomp und äußerster Feierlichkeit.

## Ursprung des Werkes
Repin hat die Arbeit an diesem Werk mit großer Begeisterung aufgenommen. Er kam täglich zu den Sitzungen und zeichnete und malte Skizzen. Er weigerte sich, einzelne Ratsmitglieder auf Fotos zu malen, und bat sie, für ihn in jeder gewünschten Position zu posieren. Der Maler ordnete die Figuren nach einem vorläufigen Kompositionsschema an den von ihm festgelegten Stellen an. So schuf er eine ganze Reihe von Porträtskizzen, von denen mehrere während einer einzigen Sitzung mit dem Modell entstanden sind. Repin scheute nicht davor zurück, den dargestellten Figuren einen persönlichen Charakterzug in ihrem Ausdruck zu verleihen, und so ist es nicht verwunderlich, dass die Abbilder der Ratsmitglieder mit ihrer wenig schmeichelhaften Realität und ihrer scharf gesehenen Charakterisierung die Anwesenden nicht sehr zufriedenstellten.

## Zusammensetzung

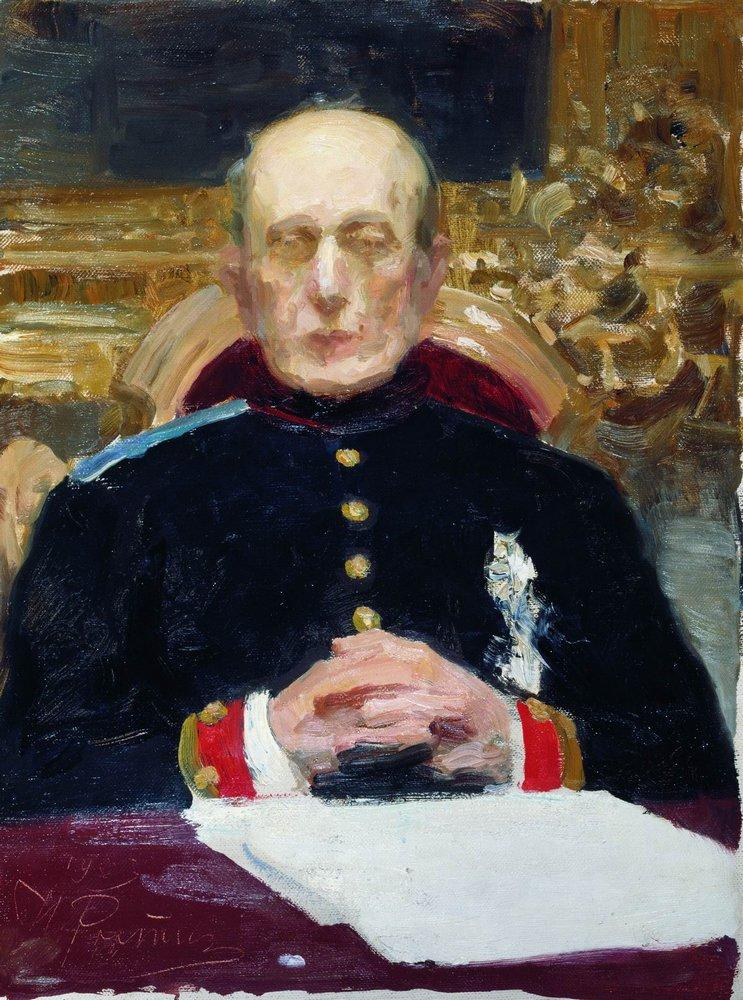
Konstantin Petrowitsch Pobedonoszew (1827–1907), Porträt von Ilja Repin (vgl. im Gemälde die Nr. 73)

Der Künstler führt den Betrachter in die Kulisse eines Festsaals ein, in dem die höchste gesetzgebende Körperschaft des Russischen Reiches tagt.
Die gesamte riesige Leinwand ist ein harmonisches Zusammenspiel von Rot, Gold und Schwarz, das den Eindruck von Feierlichkeit und einem Gefühl besonderer staatlicher Würde unterstreicht. Es war sehr schwierig, die fast hundert Figuren so zu platzieren, dass die meisten von ihnen dem Betrachter zugewandt sind. Repin ist es gelungen, das Bild so perfekt zu komponieren, dass der Betrachter die Figuren im Hintergrund des nicht minder koloristisch anspruchsvollen Interieurs des Sitzungssaals leicht erkennen kann.
Das Gemälde ist zweifellos ein Höhepunkt der Porträtmalerei in Repins Schaffen.
Auf Wunsch von Repin beteiligten sich auch seine Schüler B. M. Kustodijew und I. S. Kulikow an dieser großen Porträtkomposition.
Im Zuge der vorbereitenden Rechte schuf Repin eine Reihe präziser Porträtstudien und Skizzen einzelner Mitglieder des Rates. Zu den besten von ihnen gehört das Porträt von Konstantin Petrowitsch Pobedonoszew (1827–1907), Ober-Prokurator des Heiligen Synods der Russischen Orthodoxen Kirche. Pobedonoszew war als einer der eingefleischtesten Reaktionäre bekannt, und in diesem Geist hat Repin ihn porträtiert – der eiskalte Blick seiner Augen, die schmalen Lippen, die verschränkten Finger seiner Hände.
Alles in allem gehören die Studien zu diesem Werk zum Besten, was die russische Porträtmalerei an der Wende vom 19. zum 20. aufzuweisen hat.
| Nr. im Diagramm | Skizze | Person Lebensdaten (kyrill.)                            | Funktion                                                               | Titel |
| --------------- | ------ | ------------------------------------------------------- | ---------------------------------------------------------------------- | --- |
| 1.              |        | Nikolai II. (1868–1918)                                 | Kaiser von ganz Russland                                               | |
| 2.              |        | Michail Nikolajewitsch (1832–1909)                      | Präsident des Staatsrates                                              | Großfürst |
| 3.              |        | Dmitri Martynowitsch Solski (1833–1910)                 | Mitglied des Staatsrates                                               | Staatssekretär Seiner Kaiserlichen Majestät                                                                       |
| 4.              |        | Eduard Wassiljewitsch Frisch (1833–1907)                | Mitglied des Staatsrates                                               | |
| 5.              |        | Nikolai Matwejewitsch Tschichatschow (1830–1917)        | Mitglied des Staatsrats                                                | Admiral, Generaladjutant                                                                                          |
| 6.              |        | Sergei Wassiljewitsch Ruchlow (1852–1918)               | Staatssekretär des Staatsrates статс-секретарь Государственного совета | |
| 7.              |        | Dmitri Nikolajewitsch Nabokow (1827–1904)               | Mitglied des Staatsrates                                               | |
| 8.              |        | Nikolai Stepanowitsch Ganezki (1815–1904)               | Mitglied des Staatsrates                                               | General der Infanterie                                                                                            |
| 9.              |        | Nikolai Nikolajewitsch Korewo (1860–1935)               | Funktionär                                                             | |
| 10.             |        | Nikolai Pawlowitsch Ignatjew (1832–1908)                | Mitglied des Staatsrats                                                | General der Infanterie, Graf                                                                                      |
| 11.             |        | Wassili Andrejewitsch Wereschtschagin (1861–1931)       | Staatssekretärsassistent im Staatsrat                                  | |
| 12.             |        | Konstantin von der Pahlen (1830–1912)                   | Mitglied des Staatsrats                                                | Graf |
| 13.             |        | Pjotr Iwanowitsch Salomon (1819–1905)                   | Mitglied des Staatsrats                                                | |
| 14.             |        | Alexander Alexandrowitsch Polowzow (1832–1909)          | Mitglied des Staatsrats                                                | Vorsitzender der Russischen Historischen Gesellschaft                                                             |
| 15.             |        | Christofor Christoforowitsch Roop (1831–1917)           | Mitglied des Staatsrates                                               | |
| 16.             |        | Pjotr Alexejewitsch Charitonow (1852–1916)              | Staatssekretär des Staatsrats                                          | |
| 17.             |        | Wladimir Michailowitsch Markus (1827–1901)              | Mitglied des Staatsrats                                                | |
| 18.             |        | Nikolai Pawlowitsch Mansurow (1830–1911)                | Mitglied des Staatsrats                                                | |
| 19.             |        | Otto von Richter (1830–1908)                            | Mitglied des Staatsrats                                                | General der Infanterie                                                                                            |
| 20.             |        | Nikolai Nikolajewitsch Obrutschew (1830–1904)           | Mitglied des Staatsrats                                                | Emeritierter Professor der Militärakademie Nikolajew, General der Infanterie                                      |
| 21.             |        | Dmitri Petrowitsch Golizyn (1860–1928)                  | Staatssekretärsassistent im Staatsrat                                  | Fürst Golizyn-Murawlin                                                                                            |
| 22.             |        | Illarion Iwanowitsch Woronzow-Daschkow (1837–1916)      | Mitglied des Staatsrats                                                | General der Kavallerie, Graf                                                                                      |
| 23.             |        | Iwan Semjonowitsch Kachanow (1825–1909)                 | Mitglied des Staatsrats                                                | General der Artillerie                                                                                            |
| 24.             |        | Alexander Alexejewitsch Bobrinski (1823–1903)           | Mitglied des Staatsrats                                                | Graf |
| 25.             |        | Michail Sergejewitsch Wolkonski (1832–1909)             | Mitglied des Staatsrats                                                | Oberkammerherr Fürst                                                                                              |
| 26.             |        | Maxim Antonowitsch Taube (1826–1905)                    | Mitglied des Staatsrats                                                | General der Artillerie Baron                                                                                      |
| 27.             |        | Wladimir Iwanowitsch Weschnjakow (1830–1906)            | Mitglied des Staatsrats                                                | |
| 28.             |        | Alexander Dmitrijewitsch Goremykin (1832–1904)          | Mitglied des Staatsrats                                                | General der Infanterie                                                                                            |
| 29.             |        | Alexander von Uexküll-Güldenband (1840–1912)            | Mitglied des Staatsrats                                                | Baron |
| 30.             |        | Nikolai Ignatjewitsch Schebeko (1834–1904)              | Mitglied des Staatsrats                                                | General der Kavallerie                                                                                            |
| 31.             |        | Nikolai Antonowitsch Machotin (1830–1903)               | Mitglied des Staatsrats                                                | General der Infanterie                                                                                            |
| 32.             |        | Iliodor Iwanowitsch Rosing (1830–1903)                  | Mitglied des Staatsrats                                                | |
| 33.             |        | Anatoli Pawlowitsch Iwaschtschenkow (1842–1906)         | Mitglied des Staatsrats                                                | Senator |
| 34.             |        | Juri Alexandrowitsch von Uexküll-Güldenband (1853–1918) | Staatskanzlei товарищ государственного секретаря                       | Baron |
| 35.             |        | Nikolai Walerianowitsch Murawjow (1850–1908)            | Mitglied des Staatsrats                                                | Justizminister |
| 36.             |        | Wladimir Nikolajewitsch Lamsdorf (1841–1907)            | Mitglied des Staatsrats                                                | Außenminister Graf                                                                                                |
| 37.             |        | Pawel Konstantinowitsch (1842–1907)                     | Mitglied des Staatsrats                                                | General der Infanterie                                                                                            |
| 38.             |        | Pawel Petrowitsch Tyrtow (1836–1903)                    | Mitglied des Staatsrats                                                | Leiter des Marineministeriums, Vizeadmiral                                                                        |
| 39.             |        | Dmitri Sergejewitsch Sipjagin (1853–1902)               | Mitglied des Staatsrats                                                | Innenminister |
| 40.             |        | Iwan Jakowlewitsch Golubew (1841–1917)                  | Mitglied des Staatsrats                                                | |
| 41.             |        | Roman Alexandrowitsch Disterlo (1859 – nach 1918)       | Staatssekretärsassistent im Staatsrat                                  | Baron |
| 42.             |        | Alexei Pawlowitsch Ignatjew (1842–1906)                 | Mitglied des Staatsrats                                                | Assistent des Innenministers, General der Kavallerie, Graf                                                        |
| 43.             |        | Pjotr Petrowitsch Semjonow (1827–1914)                  | Mitglied des Staatsrats                                                | Ehrenmitglied der Akademie der Wissenschaften und der Akademie der Künste                                         |
| 44.             |        | Iwan Iwanowitsch Schamschin (1835–1912)                 | Mitglied des Staatsrats                                                | |
| 45.             |        | Andrei Alexandrowitsch Saburow (1838–1916)              | Mitglied des Staatsrats                                                | |
| 46.             |        | Pjotr Alexandrowitsch Saburow (1835–1918)               | Mitglied des Staatsrats                                                | russischer Diplomat, derzeitiger Geheimrat                                                                        |
| 47.             |        | Nikolai Pawlowitsch Petrow (1836–1920)                  | Mitglied des Staatsrats                                                | Generalingenieur                                                                                                  |
| 48.             |        | Nikolai Iwanowitsch Bobrikow (1839–1904)                | Mitglied des Staatsrats                                                | Generalgouverneur                                                                                                 |
| 49.             |        | Michail Nikolajewitsch Galkin-Wraskoi (1834–1916)       | Mitglied des Staatsrats                                                | Staatssekretär General                                                                                            |
| 50.             |        | Wladimir Michailowitsch Mengden (1826–1910)             | Mitglied des Staatsrats                                                | Baron |
| 51.             |        | Fjodor Gustawowitsch Terner (1828–1906)                 | Mitglied des Staatsrats                                                | |
| 52.             |        | Oskar Karlowitsch Kremer (1829–1904)                    | Mitglied des Staatsrats                                                | Admiral <!—адмирал-->                                                                                             |
| 53.             |        | Andrei Alexandrowitsch Bobrinski                        | статс-секретарь Государственного совета                                | Graf |
| 54.             |        | Iwan Logginowitsch Goremykin (1839–1917)                | Mitglied des Staatsrats                                                | |
| 55.             |        | Nikolai Nikolajewitsch Gerhard                          | Mitglied des Staatsrats                                                | |
| 56.             |        | Pawel Alexejewitsch Markow (1841–1913)                  | Mitglied des Staatsrats                                                | |
| 57.             |        | Alexei Michailowitsch Sokow                             | Staatssekretärsassistent im Staatsrat                                  | |
| 58.             |        | Woldemar Freedericksz (1838–1927)                       | Mitglied des Staatsrats                                                | Minister des kaiserlichen Hofes und der Landstände, Graf                                                          |
| 59.             |        | Alexander Iwanowitsch Wergopulo                         | Stellvertretender Staatssekretär des Staatsrats                        | |
| 60.             |        | Alexei Nikolajewitsch Kuropatkin (1848–1925)            | Mitglied des Staatsrats                                                | Kriegsminister, Generalleutnant                                                                                   |
| 61.             |        | Pawel Lwowitsch Lobko (1838–1905)                       | Mitglied des Staatsrats                                                | |
| 62.             |        | Michail Fjodorowitsch Posemkowski (1862–1917)           | Leitender Angestellter in der Staatskanzlei                            | |
| 63.             |        | Wladimir Iossifowitsch Gurko (1862–1927)                | Staatssekretärsassistent im Staatsrat                                  | |
| 64.             |        | Michail Iwanowitsch Chilkow (1834–1909)                 | Mitglied des Staatsrats                                                | Minister für Eisenbahnen, Fürst                                                                                   |
| 65.             |        | Dmitri Nikolajewitsch Ljubimow (1864–1942)              | Staatssekretärsassistent im Staatsrat                                  | |
| 66.             |        | Sergei Juljewitsch Witte (1849–1915)                    | Mitglied des Staatsrats                                                | Finanzminister |
| 67.             |        | Alexander Grigorjewitsch von Timroth (1862–1943)        | Staatssekretärsassistent im Staatsrat                                  | |
| 68.             |        | Alexei Sergejewitsch Jermolow (1846–1905)               | Mitglied des Staatsrats                                                | Minister für Landwirtschaft und Staatseigentum                                                                    |
| 69.             |        | Nikolai Alexejewitsch Protassow-Bachmetew (1834–1907)   | Mitglied des Staatsrats                                                | General der Kavallerie, Graf                                                                                      |
| 70.             |        | Wladimir Borissowitsch Lyschtschinski (1861–1935)       | Staatssekretärsassistent im Staatsrat                                  | Fürst Lyschtschinski-Trojekurow                                                                                   |
| 71.             |        | Nikolai Fjodorowitsch Derjuschinski                     | Staatssekretärsassistent im Staatsrat                                  | |
| 72.             |        | Pjotr Semjonowitsch Wannowski (1822–1904)               | Mitglied des Staatsrats                                                | Minister für Bildung, General der Infanterie                                                                      |
| 73.             |        | Konstantin Petrowitsch Pobedonoszew (1827–1907)         | Mitglied des Staatsrats                                                | Ober-Prokurator der Synode                                                                                        |
| 74.             |        | Dmitri Alexandrowitsch Filossofow (1861–1907)           | staatlicher Rechnungsprüfer                                            | |
| 75.             |        | Iwan Nikolajewitsch Durnowo (1834–1903)                 | Mitglied des Staatsrats                                                | Vorsitzender des Ministerkomitees                                                                                 |
| 76.             |        | Alexander von Oldenburg (1844–1932)                     | Mitglied des Staatsrats                                                | General der Infanterie, Fürst                                                                                     |
| 77.             |        | Sergei Alexandrowitsch (1857–1905)                      | Mitglied des Staatsrats                                                | Generalgouverneur von Moskau, Großfürst                                                                           |
| 78.             |        | Alexei Alexandrowitsch (1850–1908)                      | Mitglied des Staatsrats                                                | Chef des Marine- und Schifffahrtsamtes, Großfürst                                                                 |
| 79.             |        | Wjatscheslaw Konstantinowitsch von Plehwe (1846–1904)   | Mitglied des Staatsrats                                                | Staatssekretär des Großherzogtums Finnland                                                                        |
| 80.             |        | Wladimir Alexandrowitsch (1847–1909)                    | Mitglied des Staatsrats                                                | Oberbefehlshaber der Gardetruppen des Militärbezirks St. Petersburg, Präsident der Akademie der Künste, Großfürst |
| 81.             |        | Michail Alexandrowitsch (1878–1918)                     | Mitglied des Staatsrats                                                | Zarewitsch, Großfürst                                                                                             |